# Danh sách đĩa nhạc Key Sounds Label
Key Sounds Label là nhãn hiệu thu âm độc lập Nhật Bản tại Osaka, Nhật Bản. Nhãn hiệu được thành lập như một chi nhánh của nhà xuất bản Visual Art's.

## Catalog
| Năm  | Số        | Nghệ sĩ               | Tiêu đề                                      |
| ---- | --------- | --------------------- | -------------------------------------------- |
| 1999 | —         | Key hợp tác với Ayana | Anemoscope                                   |
| 1999 | —         | Key hợp tác với Ayana | "Last regrets / Place of wind which arrives" |
| 2000 | KYCD-0303 | Key hợp tác với Lia   | Ornithopter                                  |

### KSLA
| Năm  | Số    | Nghệ sĩ                                                       | Tựa đề                                                         |
| ---- | ----- | ------------------------------------------------------------- | -------------------------------------------------------------- |
| 2001 | 1     | Work-S                                                        | Humanity...                                                    |
| 2001 | 2     | Lia                                                           | "Natsukage / Nostalgia"                                        |
| 2001 | 3     | Key hợp tác với Lia                                           | Recollections                                                  |
| 2002 | 4–5   | Key hợp tác với Lia                                           | Air Original Soundtrack                                        |
| 2002 | 6     | Key hợp tác với Ayana                                         | Kanon Original Soundtrack                                      |
| 2002 | 7     | Lia                                                           | "Birthday Song,Requiem"                                        |
| 2003 | 8     | Lia                                                           | "Spica/Hanabi/Moon"                                            |
| 2003 | 9     | Riya                                                          | Sorarado                                                       |
| 2003 | 10    | Key                                                           | Re-feel                                                        |
| 2004 | 10[A] | Key hợp tác với Eufonius                                      | Mabinogi                                                       |
| 2004 | 11    | —                                                             | —                                                              |
| 2004 | 12–14 | Key hợp tác với Eufonius, Lia                                 | Clannad Original Soundtrack                                    |
| 2004 | 15    | Riya                                                          | Sorarado Append                                                |
| 2004 | 16–17 | Key hợp tác với Eufonius, Lia                                 | -Memento-                                                      |
| 2005 | 18    | Key                                                           | Ma-Na                                                          |
| 2005 | 19    | Riya                                                          | Love Song                                                      |
| 2005 | 20    | Key hợp tác với Lia                                           | Tomoyo After Original Soundtrack                               |
| 2005 | 21    | Key                                                           | Piano no Mori                                                  |
| 2006 | 22    | Lia                                                           | Air Analog Collector's Edition[B]                              |
| 2006 | 23–24 | OTSU hợp tác với Ayana, Lia                                   | OTSU Club Music Compilation Vol.1                              |
| 2006 | 25    | Key hợp tác với Mell                                          | Planetarian Original Soundtrack                                |
| 2006 | 26    | Ayana                                                         | "Last regrets / Kaze no Tadoritsuku Basho"                     |
| 2006 | 27    | —                                                             | Planetarian Drama CD "A Snow Globe"                            |
| 2007 | 28    | Rita                                                          | "Little Busters!"                                              |
| 2007 | 29    | —                                                             | Planetarian Drama CD "Jerusalem"                               |
| 2007 | 30–31 | —                                                             | Planetarian Drama CD "Hoshi no Hito"                           |
| 2007 | 32    | Key hợp tác với Rita                                          | Semicrystalline.                                               |
| 2007 | 33–35 | Key hợp tác với Rita                                          | Little Busters! Original Soundtrack                            |
| 2007 | 36    | Eufonius / Chata                                              | "Mag Mell / Dango Daikazoku"                                   |
| 2007 | 37    | Key hợp tác với MintJam, Rita                                 | Rockstar Busters!                                              |
| 2007 | 38    | Tomoe Tamiyasu                                                | "Rin no Hisokana Koi no Uta / Mission:Love sniper"             |
| 2008 | 39–40 | OTSU hợp tác với Rita                                         | OTSU Club Music Compilation Vol.2                              |
| 2008 | 41    | Rita                                                          | Little Busters! Analog Collector's Edition[C]                  |
| 2008 | 42    | Key                                                           | Ontology                                                       |
| 2008 | 43    | Key hợp tác với Lia, Rita                                     | Little Busters! Ecstasy Tracks                                 |
| 2008 | 44    | Lia                                                           | "Toki o Kizamu Uta / Torch"                                    |
| 2008 | 45–46 | Chata, Lia, Rita, Tomoe Tamiyasu                              | KSL Live World 2008: Way to the Little Busters! EX             |
| 2009 | 47    | Harumi Sakurai                                                | "Saya no Nemureru Requiem / Saya's Song"                       |
| 2009 | 48    | OTSU hợp tác với Blasterhead, Ayana, Lia, Rita                | OTSU:Blasterhead                                               |
| 2009 | 49    | Keiko Suzuki                                                  | "Raison / Pickles o Oishikusuru Tsukurikata"                   |
| 2009 | 50    | Tomoe Tamiyasu                                                | "Neko to Garasu to Marui Tsuki / Alicemagic: Aroma Tablet mix" |
| 2010 | 51    | Girls Dead Monster                                            | "Crow Song"                                                    |
| 2010 | 52    | Girls Dead Monster                                            | "Thousand Enemies"                                             |
| 2010 | 53–54 | Lia, Aoi Tada                                                 | "My Soul, Your Beats!/Brave Song"                              |
| 2010 | 55    | Girls Dead Monster                                            | "Little Braver"                                                |
| 2010 | 56    | Miyako Suzuta                                                 | "One's Future"                                                 |
| 2010 | 57    | Jun'ichi Shimizu hợp tác với Haruka Shimotsuki, Miyako Suzuta | Kud Wafter Original Soundtrack                                 |
| 2010 | 58    | Girls Dead Monster                                            | Keep The Beats!                                                |
| 2010 | 59–60 | Jun Maeda, Anant-Garde Eyes hợp tác với Karuta, Lia, Aoi Tada | Angel Beats! Original Soundtrack                               |

### KSLC
| Năm  | Số  | Nghệ sĩ                                                                         | Tựa đề                                          |
| ---- | --- | ------------------------------------------------------------------------------- | ----------------------------------------------- |
| 2008 | 1–2 | Key hợp tác với Ayana, Lia, Eiko Shimamiya                                      | KSL Live World 2008: Pamphlet and Memorial Disc |
| 2008 | 3   | Key                                                                             | "Toki o Kizamu Uta / Torch" Piano Arrange Disc  |
| 2009 | 4–5 | Key hợp tác với Annabel, Kaori Furukawa, Takashi Kamijō, Kazue, Marie, Aya Sōma | Key 10th Memorial Fes Anniversary CD            |
| 2009 | 6–7 | —                                                                               | Key Net Radio Vol. 1                            |

Tất cả các album được phát hành dưới định dạng CD, trừ khi có ghi chú.